# Лонгфорд (Канзас)
Лонгфорд (енгл. Longford) град је у америчкој савезној држави Канзас.

## Демографија
По попису из 2010. године број становника је 79, што је 15 (-16,0%) становника мање него 2000. године.
| Група             | 2000.      | 2010.      |
| Белци             | 91 (96,8%) | 72 (91,1%) |
| Афроамериканци    | 2 (2,1%)   | 0 (0,0%)   |
| Азијати           | 0 (0,0%)   | 0 (0,0%)   |
| Хиспаноамериканци | 0 (0,0%)   | 5 (6,3%)   |
| Укупно            | 94         | 79         |